# Славина (община Лития)
Вижте пояснителната страница за други значения на Славина.
Славина (на словенски: Slavina) е село в Словения, регион Средна Словения, община Лития. Според Националната статистическа служба на Република Словения през 2015 г. селото има 15 жители.